# Ivan Šaravanja
Ivan Šaravanja (* 24. August 1996 in Mostar) ist ein bosnisch-kroatischer Fußballspieler.

## Karriere
Šaravanja begann seine Karriere in der Jugend des NK Široki Brijeg. 2015 wechselte er zum damaligen Drittligisten NK Brotnjo Čitluk. In der Winterpause der Saison 2015/16 wechselte er nach Österreich zu den drittklassigen Amateuren des FC Admira Wacker Mödling. Im März 2016 debütierte er für diese in der Regionalliga, als er am 17. Spieltag jener Saison gegen den First Vienna FC in der Startelf stand. Im Oktober 2017 erzielte er bei einer 3:2-Niederlage gegen die Amateure des SK Rapid Wien seinen ersten Treffer für Admira II. 
Zur Saison 2018/19 wechselte Šaravanja zum Zweitligisten SK Austria Klagenfurt, bei dem er einen bis Juni 2020 laufenden Vertrag erhielt. Sein Debüt in der 2. Liga gab er im Juli 2018, als er am ersten Spieltag jener Saison gegen den SC Austria Lustenau in der Startelf stand. In der 2. Liga kam der Innenverteidiger für die Kärntner zu 65 Einsätzen, ehe er mit dem Klub am Ende der Saison 2020/21 in die Bundesliga aufstieg. Nach einer Spielzeit in der höchsten Spielklasse verließ er den Klub nach der Saison 2021/22 nach vier Jahren.
Daraufhin wechselte er zur Saison 2022/23 nach Zypern zu Akritas Chlorakas. Dort absolvierte er 29 Erstliga- sowie zwei Pokalspiele und kehrte nach einem Jahr zu seinem Jugendverein NK Široki Brijeg zurück. Von dort ging Šaravanja Anfang 2024 zum kasachischen Erstligisten FK Jelimai Semei und seit der Saison 2025 steht der 1,88 Meter große Verteidiger bei dessen Ligarivalen FK Schenys unter Vertrag. 